# Karel Gotthard ze Schaffgotsche
Karel Gotthard hrabě ze Schaffgotsche (celým jménem Karel Gotthard říšský hrabě ze Schaffgotsche, svobodný pán z Kynastu a Greiffensteinu / německy Karl Gotthard Graf von Schaffgotsch, Freiherr zu Kynast und Greiffenstein, 27. července 1706, Javor – 18. prosince 1780, Praha) byl slezský šlechtic z rodu Schaffgotschů. Vlastnil rozsáhlý majetek v Dolním Slezsku na polské straně Krkonoš s hradem Kynast, do jeho vlastnictví patřila i Sněžka. Za vlády Marie Terezie zastával několik desetiletí vysoké úřady ve správě Českého království, naposledy byl nejvyšším hofmistrem (1767–1780). Jeho mladší bratr Filip Gotthard ze Schaffgotsche byl dlouholetým biskupem ve Vratislavi.

## Kariéra

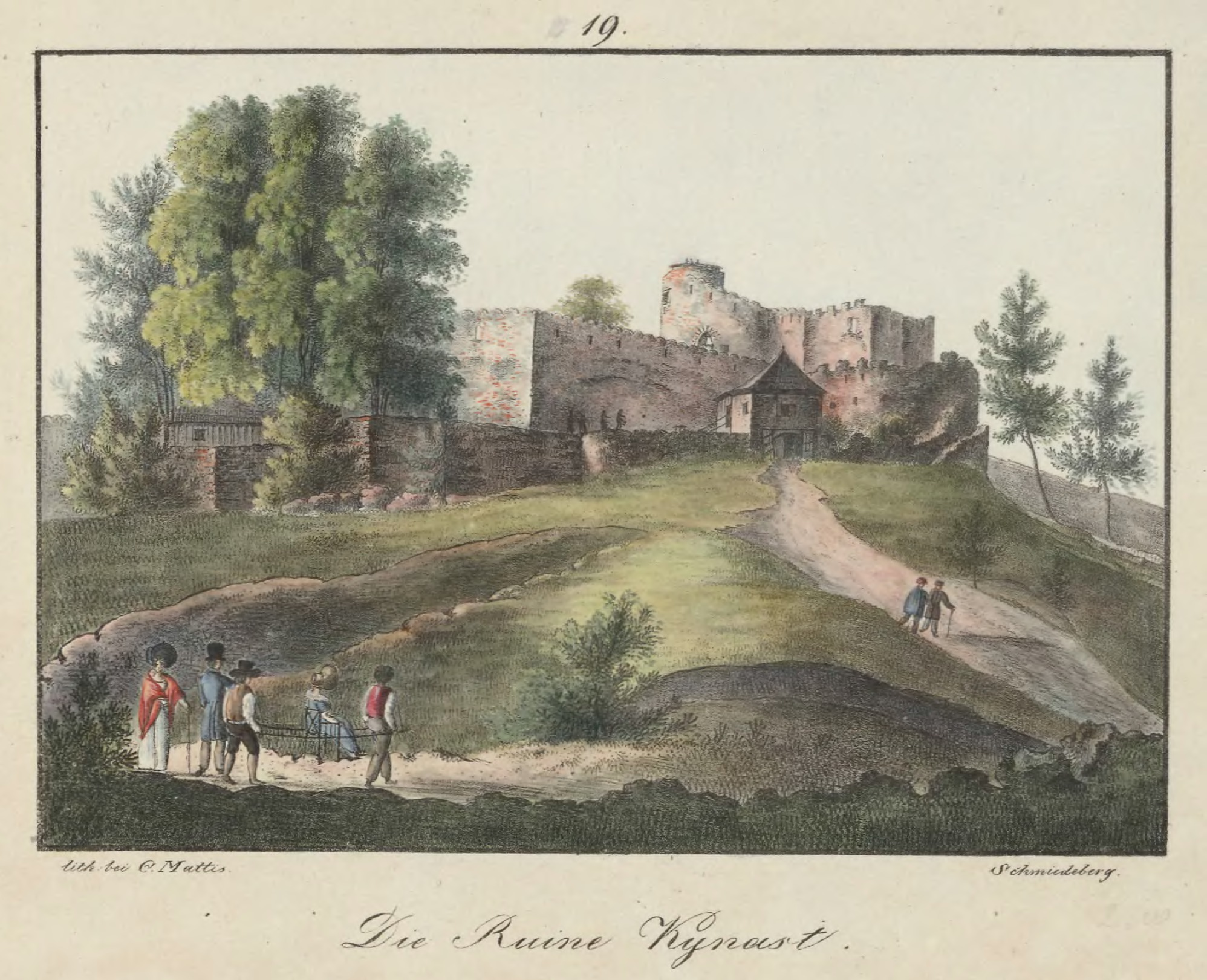
Zřícenina hradu Kynast (Chojnik) v Polsku

Pocházel ze slezské rodové větve starobylého šlechtického rodu Schaffgotschů, narodil se ve slezském Javoru jako druhorozený syn hraběte Jana Antonína ze Schaffgotsche (1675–1742) a jeho první manželky Marie Františky Serényiové (1679–1707), po matce byl mimo jiné synovcem významného dvořana Karla Antonína Serényiho (1681–1746). 
Studoval práva na Univerzitě Karlově, po otci zdědil majetek ve Slezsku s hradem Kynast a hraběcí titul, kromě toho byl dědičným hofmistrem ve Slezsku a dědičným sudím ve Svídnici. Nevlastnil statky přímo v Čechách a po válkách o rakouské dědictví se jeho majetek ve Slezsku navíc stal součástí Pruska, ale po otci byl držitelem českého inkolátu a měl řadu rodinných vazeb na českou šlechtu - díky nevlastní matce Anně Novohradské z Kolovrat (1690–1759) byl spřízněn např. s významnou rodinou Kolovratů.
Mimo jiné byl přítelem hraběte Josefa Viléma z Nostic, který také vlastnil statky ve Slezsku, či vzdáleným příbuzným dlouholetého nejvyššího purkrabího Jana Arnošta ze Schaffgotsche. Díky těmto vazbám začal zastávat zemské úřady v Českém království, v roce 1747 byl krátce dvorským sudím, poté nejvyšším zemským sudím (1748–1757); tento post převzal po Filipovi z Kolovrat, s nímž byl přes svou matku také vzdáleně spřízněn. Poté ve funkci nejvyššího komorníka (1757–1760) následoval Františka Leopolda Buquoye, jehož pak vystřídal i v úřadech nejvyššího maršálka (1760–1767) a nakonec nejvyššího hofmistra (1767–1780). Mimo to byl císařským komorníkem a v návaznosti na výkon zemských úřadů i tajným radou.
Karel Gotthard ze Schaffgotsche zemřel v Praze 18. prosince 1780.

## Rodina
V roce 1731 se oženil s hraběnkou Marií Annou Hatzfeldovou (1711–1784), jejíž otec hrabě František Hatzfeld (1676–1738) vlastnil v Čechách panství Dlažkovice se Skalkou. Měli spolu devět dětí, nejstarší syn Jan Nepomuk ze Schaffgotsche (1732–1808) nechal krátce po otcově smrti postavit městský palác ve Slezských Teplicích. Další generace této linie žily v Prusku.
Karel Gotthard měl třináct mladších sourozenců, nejvýznamnější z nich byl Filip Gotthard (1716–1795), kníže-biskup vratislavský (1748–1795). Další bratr Antonín Gotthard (1721–1811) byl nejvyšším maršálkem císařského dvora (1798–1803), vlastnil Vlčice v Čechách a Kravaře ve Slezsku. Nejmladší z bratrů Česlav (1725–1781) byl vyšehradským proboštem (1769–1781).
Švagr Karla Gottharda ze Schaffgotsche, hrabě Karel Bedřich z Hatzfeldu (1718–1793) zastával vysoké úřady v Čechách, mimo jiné byl nejvyšším kancléřem a rytířem Řádu zlatého rouna.